# Бокарёва, Зинаида Алексеевна
Зинаида Алексеевна Бокарёва (16 октября 1916, Москва — 15 мая 1993, там же) — советская актриса, артистка радио, театра и ТВ, режиссёр, актриса озвучивания. Заслуженная артистка РСФСР (1962).

## Биография
На радио попала ещё школьницей благодаря Р. М. Иоффе, в то время руководившей школьным кружком художественной самодеятельности. Признавалась одной ведущих радиоактрис СССР. По словам диктора Б. Ляшенко, Бокарёва «во многих радиопостановках бесконечно разнообразна сразу в нескольких ролях — от крохотной девочки до злой сторожихи».
В 1936 году сыграла одну из главных ролей в комедии «Чудесница», при этом по оценке киноведа Р. Юренева, Бокарёва «была трогательна и привлекательна, но не справилась с каскадом лирических, психологических, эксцентрических и акробатических задач, которые ставил перед нею режиссер».
С 1950-х годов — режиссёр концертных программ, в том числе для своего супруга — мастера художественного слова В. В. Сомова.
Похоронена на Ваганьковском кладбище (уч. 32).

## Призы и награды
Заслуженная артистка РСФСР (21.12.1962).
В качестве режиссёра стала лауреатом Всероссийского конкурса артистов-чтецов (1969).

## Фильмография
| Год  |   | Название  | Роль                         |
| ---- | - | --------- | ---------------------------- |
| 1936 | ф | Чудесница | Зина Лагутина (главная роль) |

## Озвучивание
| Год  |    | Название                                    | Роль                     |
| ---- | -- | ------------------------------------------- | ------------------------ |
| 1946 | мф | У страха глаза велики                       | Лиса (нет в титрах)      |
| 1948 | мф | Первый урок                                 | Имя персонажа не указано |
| 1949 | мф | Машенькин концерт                           | Мама (нет в титрах)      |
| 1951 | мф | Сказка о мёртвой царевне и о семи богатырях | Чернавка (нет в титрах)  |
| 1955 | мф | Упрямое тесто                               | Коля                     |
| 1956 | мф | Кораблик                                    | Цыплёнок                 |
| 1956 | мф | Пирожок                                     | Мурзик                   |
| 1957 | мф | Сказка о Снегурочке                         | Зайчик                   |
| 1958 | мф | Грибок-теремок                              | Заяц                     |
| 1958 | ф  | Маленькие драмы                             | Имя персонажа не указано |
| 1962 | мф | Королева Зубная щётка                       | Гребешок                 |

## Озвучивание радиопостановок
- Храбрый портняжка (1956) — Эльза
- Два брата (1957) — младший брат
- Девятая (1958) — Наташа
- Тим Талер, или проданный смех (1967) — Луиза
- Динка (1967) — Динка
- Буква «ты» (1967) — Иринушка
- Синюшкин колодец (1969)
- Ночь перед Рождеством (1974) — жена Кума
- Белый пудель (1974) — Трилли
- Жил-был на свете серенький козлик (1976)
- Про мамину сказку (1987)